# 天嵩〜Amata〜
天嵩～Amata～（あまた）とは、北海道千歳市と関東を拠点に活動する「YOSAKOIソーランチーム」。
毎年、北海道札幌市で開催される「YOSAKOIソーラン祭り」や愛知県名古屋市で開催される「にっぽんど真ん中祭り」を中心に、全国のお祭りでの演舞披露やイベントに出演するなど幅広く活動している。